# Mount Paget
Mount Paget (2935 m n. m.) je hora v Allardyceho pohoří na ostrově Jižní Georgie v jižním Atlantském oceánu. Jedná se o nejvyšší horu Jižní Georgie a Jižních Sandwichových ostrovů a zároveň všech britských teritorií. Nicméně ještě vyšší hora, Mount Jackson, se nachází na Britském antarktickém území. Hora je dobře viditelná z Grytvikenu i z King Edward Point.
Jako první vystoupila na vrchol 30. prosince 1964 britská vojenská expedice pod vedením Malcolma Burleye.